# エベル・ガルシア
エベル・ダニエル・ガルシア・トレアルバ (Heber Daniel García Torrealba  ,  1997年3月27日 - )は、ベネズエラ・ヤラクイ州サン・フェリペ出身のプロサッカー選手。ウルグアイ・プリメーラ・ディビシオンのIAスド・アメリカに所属している。ポジションはMF。

## 来歴
2014年にベネズエラ・プリメーラ・ディビシオンのポルトゥゲサFCのトップチームに昇格し、8月11日にプロデビュー。2015年シーズンの10月5日のアトレティコ・ベネスエラ戦でプロ初ゴールを記録した。同月19日のミネロス・ラ・グアヤナ戦では2ゴールを記録するなど、有望株として注目される。その後2016年シーズンはデポルティーボ・ラ・グアイラでプレーし、2017年にウルグアイ・プリメーラ・ディビシオンのIAスド・アメリカに移籍。3月20日のプラサ・コロニア戦で移籍後初ゴールを決めた。

## 代表経歴
2017年にU-20のベネズエラ代表に招集され、FIFA U-20ワールドカップの準決勝メンバーに輝いた。